# 2012 FH84
2012 FH84 est un objet transneptunien faisant partie des cinquante objets connus les plus lointains du système solaire (en 2021).